# Joseph-Antoine-Jacques-Louis Baudet
Joseph-Antoine-Jacques-Louis Baudet, francoski general, * 1881, † 1942.